# Jardim Camboré
O Jardim Caboré ou Jardim Camboré é um bairro da zona oeste da cidade de São Paulo, Brasil. Forma parte do distrito da cidade conhecido como Vila Sônia. Administrada pela Subprefeitura do Butantã. .
Os correios do Brasil registram 2 logradouros para o bairro Jardim Caboré: Rua Doutor Luiz Migliano e Rua Serafim Nunes. 
A área fica ao lado da Rodovia Régis Bittencourt. Neste bairro fica o Cemitério da Paz, o primeiro a seguir o padrão de cemitério-jardim no Brasil. Foi inaugurado em 1965. .